# Vladislav Ardzinba
Vladislav Ardzinba (Eshera, 14 de maio de 1945 — Moscou, 4 de março de 2010) foi um político abecásio que foi o primeiro presidente da irreconhecida, mas de facto independente República da Abecásia, uma república autônoma da Geórgia, de 1994 a 2005.
"Se eles [Georgianos] não querem fazer parte de nosso país, nós vamos simplesmente deixá-los de fora. Essa escolha é deles por vontade ou por força..."
Faleceu em 4 de março de 2010, de causas desconhecidas.